# Reus Futbol Club Reddis
El Reus Futbol Club Reddis és un club de futbol de la ciutat de Reus (Baix Camp). Històricament ha estat el segon club de la ciutat, fins a la desaparició del CF Reus Deportiu, fet que el convertí en el primer club de futbol de Reus.

## Història
El club va ser fundat l'any 1922 amb el nom de FC Catalunya, per la fusió de dues agrupacions juvenils, la Unió Esportiva i el Català, en ple auge dels clubs locals, i davant el desenvolupament que prenien altres clubs. Als anys trenta s'anomenava Catalunya Nova, i finalment després de la guerra civil es veié obligat a anomenar-se breument CD Nacional fins a l'agost de 1941, a partir d'aquí es va convertir en el Club de Futbol Reddis.
El club juga a l'Estadi Municipal de Reus, després de passar a ser la referència futbolística de la capital del Baix Camp una vegada dissolt el Club de Futbol Reus Deportiu, i que els socis i seguidors del club roig-i-negre recolzessin en massa el nou projecte futbolístic punter de la ciutat.
Anteriorment, va jugar al camp de gespa artificial de l'autovia de Tarragona (Mas del Tallapedra) inaugurat el 1999 i recentment remodelat. En aquestes instal·lacions disposa de dos camps de futbol 7 també de gespa artificial i del camp gran amb una grada amb capacitat per 600 espectadors asseguts.
El club té algunes seccions, de les quals només destaca la d'excursionisme, creada l'any 1933. L'equip de futbol sempre s'ha mantingut entre Primera i Segona Regional, el que ara seria Segona i Tercera Catalana, tot i que en una ocasió ha arribat a caure a la Tercera Regional o pujar fins a la Primera Catalana o la regional Preferent en la qual va militar l'últim any d'existència d'aquesta categoria. L'època més gloriosa la va viure a la dècada dels seixanta, en què va jugar a la Primera Regional, una categoria que aleshores era immediatament per sota de la Tercera Divisió i en la qual es va enfrontar amb molts clubs que actualment militen a Tercera Divisió o bé Primera Catalana. De fet, a la temporada 1958/59 es va produir l'únic derbi local amb el primer equip del CF Reus Deportiu en campionat oficial de lliga a la categoria de Primera Regional.
A la temporada 2007-08, el CF Reddis va assolir l'ascens a la Primera Territorial superant, a la fase d'ascens, l'Horta de Sant Joan i la UE Valls, en quedar subcampió del seu grup a la lliga regular. A la 2010-11 va tornar a quedar campió de Primera Territorial i va aconseguir l'ascens a la Preferent, en la que ha estat l'última temporada de l'existència d'aquesta categoria. En aconseguir la quarta plaça el club ha aconseguit un nou ascens en aquesta ocasió a la remodelada Primera Catalana, categoria en la qual ha debutat amb èxit, en quedar en la sisena posició a la classificació i haver ocupat durant moltes jornades places que podien fer pensar en un nou ascens, en aquest cas, a Tercera Divisió.
Des de l'estiu del 2016 el nou president és Josep Maria Agell. Anteriorment, ho havien estat Joan Alonso (2013/16) i Josep Ribó succeeix (2012/13) i Manolo Camacho entre el 2008 i el 2012 coincidint amb una reeixida etapa esportiva en què el club, aconseguint tres ascensos. L'entrenador triat per la temporada 2009/10 endavant fou Toni Oruj. Oruj ja va dirigir l'equip fa tres temporades i no va aconseguir salvar l'equip del descens, però s'ha de dir a favor seu que va fet bones campanyes amb el Vilaseca i l'Hospitalet. Entre 2012 i 2015 ocupà la banqueta Jordi Bofarull, exjugador del CF Reddis i del Cambrils i segon entrenador del Gavà a Segona B amb Toni Llaberia. La temporada passada l'entrenador fou Miki Aguza, conegut per ser el preparador físic de confiança de Santi Castillejo. A la temporada 2016/17 l'entrenador triat per dirigir l'equip ha estat Javier Ortega, exjugador del CF Reus Deportiu i de la UE Sant Andreu.
En acabar la temporada 2009/10 el Reddis es proclamà campió de Primera Territorial i aconseguí l'ascens a Preferent per primera vegada a la història. Els homes de Toni Oruj van fer un final de temporada excel·lent en què van sumar set victòries consecutives i arrabassaren el lideratge al Remolins-Bítem en l'última jornada gràcies a haver-los guanyat per 2 a 1 amb la millor entrada de públic que mai havia vist el camp del Mas Tallapedra. De fet, el club vivia així dos ascensos en tres temporades, fet que no havia succeït mai abans a la història del Reddis.
Des del 2010 i fins a l'estiu del 2015 el CF Reddis ha funcionat com a filial del CF Reus Deportiu. En aquest període es va aconseguir l'ascens a Preferent, això va permetre jugar partits fora de la demarcació, situació que en feia més de 25 anys que no es produïa. En finalitzar la temporada va assolir un nou ascens a la Primera Divisió catalana, el seu segon consecutiu.
Després del trist descens a Segona Catalana al final de la temporada 2012/13. L'equip ha recuperat la Primera Catalana a la temporada 2013/14 en quedar campió de lliga del grup 6 tres jornades abans d'acabar la lliga
La temporada 2014/15 el C.F. Reddis, recupera la categoría a Primera Catalana, seguint sent equip filial del C.F. Reus Deportiu, acabant aquesta temporada en sisè lloc. Al final d'aquesta temporada es trenca la filiació amb el CF Reus Deportiu i s'inicia una nova etapa.
L'octubre de 2020, després de diversos anys de crisi, el CF Reus Deportiu va ser dissolt en no ser capaç d'assumir els seus deutes, i el CF Reddis esdevingué el primer equip de futbol de la ciutat.
A partir de 2021 es van iniciar converses entre el CF Reddis, la Fundació Futbol Base Reus i la Plataforma Sempre Reus 1909, una entitat nascuda per fer perviure l'esperit del CF Reus Deportiu, per a la creació d'un nou projecte futbolístic. Finalment, l'estiu del 2022, l'assemblea de socis de Reddis va aprovar la proposta i l'equip va passar a denominar-se Reus FC Reddis. A més, l'equip va començar a utilitzar els colors vermell i negre com a colors principals, deixant els tradicionals blanc i blau com a colors secundaris. També es traslladà a l'Estadi Municipal de Reus.
Uniforme històric del CF Reddis, fins a l'any 2022:
El maig de 2023, el Reus FCR ascendí a la Tercera Federació, després de derrotar el Cambrils Unió CF i assegurar-se el campionat de Primera Catalana-grup 3.

## Temporades
Fins a l'any 2012-13 el club ha militat 2 temporades a Primera Catalana i 1 a Preferent Territorial.

## Secció Excursionista del CF Reddis
El 1933 es creà una primera Secció Excursionista, i aconseguí bastants simpatitzants els quals, els diumenges al matí, sortien per la rodalia a gaudir de la natura. Això no obstant, aquest grup durà poc temps, L'any 1950, i ja sota el nom de CF Reddis, és quan la secció pren caire oficial i va ser reconeguda per la Federación Española de Montañismo. La primera excursió realitzada fou a Alcover i Riu Glorieta.